# 珊瑚沙鰈
珊瑚沙鰈（學名：Samariscus corallinus）或稱珊瑚紅沙鰈，是一種產自夏威夷群島海域的比目鱼，鲽形目、冠鰈科下沙鰈屬的模式種，為亞熱帶底棲性魚類，棲息深度79–134公尺。背鰭具75–77根鰭條，臀鰭具63–65根鰭條。生活習性不明。

## 外部連結
- 维基共享资源上的相關多媒體資源：珊瑚沙鰈